# Rucava (novads)
Rucava (łot.: Rucavas novads) – jeden z łotewskich novadsów, funkcjonujący w latach 2009–2021.

## Historia
Novads powstało na terenach należących przed 2009 do rejonu Lipawa.
W skład novadsu wchodziły dwa pagastsy: Dunikas i Rucava. Jego stolicą została wieś Rucava.
Zlikwidowany w ramach reformy administracyjnej 30 czerwca 2021. Wszedł w całości w skład nowego novadsu Kurlandia Południowa.